# G20
El G20 o Grupo de los Veinte es un foro internacional de gobernantes y presidentes de bancos centrales, que tiene como meta discutir sobre políticas relacionadas con la promoción de la estabilidad financiera internacional,  siendo el principal espacio de deliberación política y económica del mundo. Creado en 1999, está integrado por veinte países industrializados y emergentes de todos los continentes: Alemania, Arabia Saudita, Argentina, Australia, Brasil, Canadá, China, Corea del Sur, Estados Unidos, Francia, India, Indonesia, Italia, Japón, México,  Reino Unido, Rusia, Sudáfrica, Turquía y la Unión Europea. España y la Unión Africana participan como invitados permanentes en la cumbre. En conjunto, las entidades políticas representadas en el G20 reúnen el 66 % de la población mundial y el 85 % del producto bruto mundial.
El G20 cuenta además con catorce organizaciones internacionales socias, cuyas presidencias también integran el foro:
- Mundiales (7): Naciones Unidas (ONU), Fondo Monetario Internacional (FMI), Banco Mundial, Consejo de Estabilidad Financiera (FSB), Organización Internacional del Trabajo (OIT), Organización Mundial de Comercio (OMC) y Organización Mundial de la Salud (OMS).
- Regionales (7): Asociación de Naciones del Sudeste Asiático (ASEAN), Unión Africana, Nueva Alianza para el Desarrollo de África (NEPAD), Comunidad del Caribe (CARICOM), Banco Interamericano de Desarrollo (BID), Banco de Desarrollo de América Latina (CAF) y Organización para la Cooperación y el Desarrollo Económico (OCDE).

El G-20 surgió en dos etapas. Primero en 1999, como un grupo de segundo nivel de autoridades económicas y financieras, y luego como un grupo de primer nivel en 2008, como consecuencia de la crisis mundial que estalló ese año, al constituirse como Cumbre de Jefes de Estado, desplazando al G-8 y al G8+5 como foro de discusión de la economía mundial.
La instancia más importante del G20 es la Cumbre de Jefes de Estado, denominada Cumbre de Líderes, que se reúne una vez por año. El G20 cuenta con dos instancias gubernamentales de segundo nivel, denominadas canales de trabajo: el Canal de Finanzas que reúne a los ministros de Finanzas y presidentes de bancos centrales y el Canal de Sherpas, para tratar los temas no económicos.
Complementariamente el G-20 cuenta con grupos de participación de la sociedad civil, llamados grupos de afinidad: Business 20 (B20) para empresarios, Civil 20 (C20) para ONG, Labour 20 (L20) para sindicatos, Science 20 (S20) para científicos, Think 20 (T20) para institutos de investigación, Women 20 (W20) para organizaciones feministas y Youth 20 (Y20) para organizaciones juveniles.
En 2021 la cumbre se realizó en Roma, Italia, correspondiendo la presidencia del grupo a su primer ministro.

## Historia
El Grupo de los veinte (G20) de Ministros de finanzas y Gobernadores de bancos centrales se estableció en 1999, para reunir a las economías industrializadas y en desarrollo más relevantes y debatir cuestiones clave en la economía mundial. La conferencia inaugural del G20 se llevó a cabo en Berlín, del 15 al 16 de diciembre de 1999, organizada por los ministros de finanzas de Alemania y Canadá.
La Cumbre de Washington celebrada el 15 de noviembre de 2008 en la capital estadounidense, es considerada como una de las reuniones más importantes del G20, ya que trató de la reforma del sistema financiero mundial. Fue propuesta por la Unión Europea y organizada por Estados Unidos.
El 2 de abril de 2009 se celebró la llamada Cumbre de Londres.
En septiembre de 2009 tuvo lugar la reunión de Pittsburgh, Estados Unidos, donde formalmente se decidió que el G20 reemplazara al G-8 o al G8+11 de ahí en adelante, en lo concerniente a los planes de desarrollo mundial.

## Miembros

Miembros del G20
Estados invitados
Estados de la Unión Europea representados por la Comisión Europea

| Miembro        | Es miembro de                                            |
| -------------- | -------------------------------------------------------- |
| Argentina      | Mercosur, Celac y OMC                                    |
| Australia      | OCDE, APEC y OMC                                         |
| Estados Unidos | G7, USMCA, OCDE y APEC                                   |
| Rusia          | G8, BRICS, APEC y OMC                                    |
| China          | G5, BRICS, APEC y OMC                                    |
| Francia        | G7, OCDE, Unión Europea y OMC                            |
| Italia         | G7, OCDE, Unión Europea y OMC                            |
| México         | G5, OCDE, USMCA, OMC, Alianza del Pacífico, APEC y Celac |
| Alemania       | G7, G4, Unión Europea y OCDE                             |
| India          | G5, G4, OMC y BRICS                                      |
| Brasil         | G5, G4, BRICS, Mercosur y Celac                          |
| Arabia Saudita | GCC, OPEP y OCI                                          |
| Indonesia      | ASEAN, APEC, OMC y OCI                                   |
| Japón          | G7, G4, OCDE, APEC y OMC                                 |
| Corea del Sur  | OCDE, APEC y OMC                                         |
| Canadá         | G7, OCDE, USMCA, APEC y OMC                              |
| Reino Unido    | G7, OCDE y OMC                                           |
| Turquía        | OCDE, OCE, OMC y OCI                                     |
| Sudáfrica      | G5, OMC y BRICS                                          |
| Unión Europea  | G7, OCDE y OMC                                           |

| Representantes de cada miembro del G20 Actualizado al 10 de julio del 2025 |                                       |                             |                              |
| País                                                                       | Líder                                 | Ministro de Finanzas        | Presidente del Banco Central |
| Alemania                                                                   | Canciller Friedrich Merz              | Lars Klingbeil              | Joachim Nagel                |
| Arabia Saudita                                                             | Rey Salmán bin Abdulaziz              | Mohammed Al-Jadaan          | Fahad Almubarak              |
| Argentina                                                                  | Presidente Javier Milei               | Luis Caputo                 | Santiago Bausili             |
| Australia                                                                  | Primer ministro Anthony Albanese      | Jim Chalmers                | Philip Lowe                  |
| Brasil                                                                     | Presidente Luiz Inácio Lula da Silva  | Fernando Haddad             | Roberto Campos Neto          |
| Canadá                                                                     | Primer ministro Mark Carney           | François-Philippe Champagne | Tiff Macklem                 |
| China                                                                      | Presidente Xi Jinping                 | Liu Kun                     | Yi Gang                      |
| Corea del Sur                                                              | Presidente Yoon Suk-yeol              | Choo Kyung-ho               | Rhee Chang-yong              |
| Estados Unidos                                                             | Presidente Donald Trump               | Janet Yellen                | Jerome Powell                |
| Francia                                                                    | Presidente Emmanuel Macron            | Antoine Armand              | François Villeroy de Galhau  |
| India                                                                      | Primer ministro Narendra Modi         | Nirmala Sitharaman          | Shaktikanta Das              |
| Indonesia                                                                  | Presidente Prabowo Subianto           | Sri Mulyani Indrawati       | Perry Warjiyo                |
| Italia                                                                     | Presidenta del Consejo Giorgia Meloni | Giancarlo Giorgetti         | Ignazio Visco                |
| Japón                                                                      | Primer ministro Shigeru Ishiba        | Shunichi Suzuki             | Kazuo Ueda                   |
| México                                                                     | Presidenta Claudia Sheinbaum          | Edgar Amador Zamora         | Victoria Rodríguez Ceja      |
| Reino Unido                                                                | Primer ministro Keir Starmer          | Rachel Reeves               | Andrew Bailey                |
| Rusia                                                                      | Presidente Vladímir Putin             | Anton Siluanov              | Elvira Nabiullina            |
| Sudáfrica                                                                  | Presidente Cyril Ramaphosa            | Enoch Godongwana            | Lesetja Kganyago             |
| Turquía                                                                    | Presidente Recep Tayyip Erdoğan       | Nureddin Nebati             | Şahap Kavcıoğlu              |
| Unión Europea                                                              | Presidente Ursula von der Leyen       | Paolo Gentiloni             | Christine Lagarde            |

### Datos económicos (2014-2016)
| Miembro        | Comercio internacional mil. USD (2014) | PIB (nominal) mil. USD (2022) | PIB (PPA) mil. USD (2022) | PIB (nominal) per cápita USD (2023) | PIB (PPA) per cápita USD (2022) | IDH (2022) | Población (2016) | Superficie km² | P5 | G4 | G7 | BRICS | MIKTA | DAC | OECD | C'wth | N11 | PA | Mercosur | SAARC | OPEC | FMI Clasificación |
| -------------- | -------------------------------------- | ----------------------------- | ------------------------- | ----------------------------------- | ------------------------------- | ---------- | ---------------- | -------------- | -- | -- | -- | ----- | ----- | --- | ---- | ----- | --- | -- | -------- | ----- | ---- | ----------------- |
| Argentina      | 142 370                                | 483 765                       | 1 225 435                 | 13 709                              | 26 504                          | 0.842      | 43 600 000       | 2 780 400      | No | No | No | No    | No    | No  | No   | No    | No  | No | Sí       | No    | No   | Emergente         |
| Australia      | 496 700                                | 1 677 451                     | 1 626 940                 | 64 964                              | 62 625                          | 0.951      | 24 281 000       | 7 692 024      | No | No | No | No    | Sí    | Sí  | Sí   | Sí    | No  | No | No       | No    | No   | Industrializado   |
| Brasil         | 484 600                                | 1 810 612                     | 3 837 260                 | 9 673                               | 17 821                          | 0.754      | 206 101 000      | 8 515 767      | No | Sí | No | Sí    | No    | No  | No   | No    | No  | No | Sí       | No    | No   | Emergente         |
| Canadá         | 4 947 200                              | 2 189 786                     | 2 273 488                 | 52 722                              | 58 399                          | 0.936      | 36 229 000       | 9 984 670      | No | No | Sí | No    | No    | Sí  | Sí   | Sí    | No  | No | No       | No    | No   | Industrializado   |
| China          | 4 201 000                              | 18 463 130                    | 30 327 320                | 13 721                              | 21 475                          | 0.768      | 1 382 710 000    | 9 572 900      | Sí | No | No | Sí    | No    | No  | No   | No    | No  | No | No       | No    | No   | Emergente         |
| Estados Unidos | 3 944 000                              | 24 796 076                    | 25 462 700                | 80 034                              | 76 398                          | 0.921      | 323 298 000      | 9 526 468      | Sí | No | Sí | No    | No    | Sí  | Sí   | No    | No  | No | No       | No    | No   | Industrializado   |
| Francia        | 1 212 300                              | 3 140 031                     | 3 769 924                 | 44 408                              | 55 492                          | 0.903      | 64 605 000       | 640 679        | Sí | No | Sí | No    | No    | Sí  | Sí   | No    | No  | No | No       | No    | No   | Industrializado   |
| Alemania       | 2 866 600                              | 4 557 350                     | 5 309 606                 | 51 383                              | 63 149                          | 0.942      | 82 732 000       | 357 114        | No | Sí | Sí | No    | No    | Sí  | Sí   | No    | No  | No | No       | No    | No   | Industrializado   |
| India          | 850 600                                | 3 250 078                     | 11 874 582                | 2 601                               | 8 379                           | 0.633      | 1 309 346 000    | 3 287 263      | No | Sí | No | Sí    | No    | No  | No   | Sí    | No  | No | No       | Sí    | No   | Emergente         |
| Indonesia      | 346 100                                | 1 247 352                     | 4 036 901                 | 5 016                               | 14 652                          | 0.705      | 258 705 000      | 1 904 569      | No | No | No | No    | Sí    | No  | No   | No    | Sí  | No | No       | No    | No   | Emergente         |
| Italia         | 948 600                                | 2 272 269                     | 3 052 609                 | 36 812                              | 51 865                          | 0.895      | 60 666 000       | 301 336        | No | No | Sí | No    | No    | Sí  | Sí   | No    | No  | No | No       | No    | No   | Industrializado   |
| Japón          | 1 522 400                              | 5 383 682                     | 5 702 286                 | 35 385                              | 45 572                          | 0.925      | 126 901 000      | 377 930        | No | Sí | Sí | No    | No    | Sí  | Sí   | No    | No  | No | No       | No    | No   | Industrializado   |
| México         | 813 500                                | 1 371 635                     | 2 742 903                 | 13 673                              | 21 512                          | 0.758      | 122 273 000      | 1 964 375      | No | No | No | No    | Sí    | No  | Sí   | No    | Sí  | Sí | No       | No    | No   | Emergente         |
| Arabia Saudita | 521 600                                | 876 148                       | 2 150 487                 | 29 922                              | 59 065                          | 0.875      | 31 743 000       | 2 149 690      | No | No | No | No    | No    | No  | No   | No    | No  | No | No       | No    | Sí   | Emergente         |
| Sudáfrica      | 200 100                                | 435 212                       | 952 603                   | 6 485                               | 15 904                          | 0.713      | 55 909 000       | 1 221 037      | No | No | No | Sí    | No    | No  | No   | Sí    | No  | No | No       | No    | No   | Emergente         |
| Corea del Sur  | 1 170 900                              | 1 907 661                     | 2 585 010                 | 33 393                              | 50 069                          | 0.925      | 51 246 000       | 100 210        | No | No | No | No    | Sí    | Sí  | Sí   | No    | Sí  | No | No       | No    | No   | Industrializada   |
| Turquía        | 417 000                                | 844 534                       | 3 180 983                 | 11 931                              | 37 273                          | 0.838      | 79 815 000       | 783 562        | No | No | No | No    | Sí    | No  | Sí   | No    | Sí  | No | No       | No    | No   | Emergente         |
| Reino Unido    | 1 189 400                              | 3 442 205                     | 3 656 809                 | 46 371                              | 54 602                          | 0.929      | 65 572 000       | 242 495        | Sí | No | Sí | No    | No    | Sí  | Sí   | Sí    | No  | No | No       | No    | No   | Industrializada   |
| Unión Europea  | 4 485 000                              | 18 353 725                    | 24 430 000                | 39 940                              | 54 248                          | 0.876      | 508 888 000      | 4 422 773      | No | No | Sí | No    | No    | Sí  | No   | No    | No  | No | No       | No    | No   |                   |

### Invitados permanentes
| Invitado                                                           | Representante          | Secretario General |
| ------------------------------------------------------------------ | ---------------------- | ------------------ |
| Unión Africana (UA)                                                | Macky Sall             |                    |
| Foro de Cooperación Económica Asia-Pacífico (APEC)                 | Prayut Chan-o-cha      |                    |
| Asociación de Naciones del Sudeste Asiático (ASEAN)                | Hun Sen                | Lim Jock Hoi       |
| Consejo de Estabilidad Financiera (FSB)                            | Randal Quarles         |                    |
| Organización Internacional del Trabajo (OIT)                       | Guy Ryder              |                    |
| Fondo Monetario Internacional (FMI)                                | Kristalina Gueorguieva |                    |
| España                                                             | Pedro Sánchez          |                    |
| Nueva Asociación para el Desarrollo Económico de África (NEPAD)    | Macky Sall             |                    |
| Organización para la Cooperación y el Desarrollo Económicos (OCDE) | Mathias Cormann        |                    |
| Organización de las Naciones Unidas (ONU)                          | António Guterres       |                    |
| Banco Mundial (BM)                                                 | David Malpass          |                    |
| Organización Mundial del Comercio (OMC)                            | Ngozi Okonjo-Iweala    |                    |

## Organización

### Presidencia
La presidencia es rotativa durante un año. Para decidir qué nación preside el G-20 en determinado año, se le asigna un grupo a los 20 países. Cada grupo tiene un máximo de 4 naciones. Este sistema entró en vigor en el año 2010, cuando Corea del Sur ocupó la presidencia. Entre paréntesis, el año que se celebró una cumbre en dicha nación.
| Grupo 1                    | Grupo 2              | Grupo 3          | Grupo 4                    | Grupo 5             |
| -------------------------- | -------------------- | ---------------- | -------------------------- | ------------------- |
| Australia (2014)           | Rusia · (2013)       | Argentina (2018) | Alemania · (2016)(2002*)   | China (2017)        |
| Reino Unido (2009)         | India (2023) (2000*) | Brasil · (2024)  | Francia (2011)             | Indonesia (2022)    |
| Canadá · (2011*)(2001*)    | México · (2013*)     | Irán (***)       | Italia · (2021)            | Japón (2019)        |
| Estados Unidos (2008,2009) | Sudáfrica (2025)     | Turquía (2015*)  | Unión Europea (2004-2007*) | Corea del Sur (***) |

Como la presidencia rota entre sus miembros cada año, el seguimiento y la consistencia de los temas está garantizada por la troika, integrada por el país que presidió el año anterior, el país que ejerce la presidencia y el país que la presidirá el año siguiente. Mientras que el país que ejerce la presidencia lidera la agenda de reuniones del año, la troika trabaja para garantizar la continuidad de la agenda del G20 a largo plazo.

### Sherpas
Los líderes de los países integrantes están representados durante las reuniones preparatorias por los sherpas quienes coordinan la política del G20 en el país, asesora al líder y negocia en su nombre. En el Canal de Sherpas los representantes de los líderes de Estado del foro establecen y tratan las prioridades temáticas no financieras como el compromiso político, la lucha contra la corrupción, el desarrollo, el comercio y la energía, entre otros. Además del sherpa, cada país miembro del G20 es representado en estas reuniones por el ministro que atiende cada tópico. El sherpa luego asesora a su jefe de Estado o Gobierno respecto a los temas discutidos y participa en la planificación, la negociación y la implementación de las propuestas que surjan en las reuniones.

### Canal de Finanzas
En el Canal de Finanzas se establecen las prioridades temáticas del G20 vinculadas con la regulación financiera, la política macroeconómica, los impuestos y las inversiones. Muchos de los encuentros son gestionados por los deputies, que son los segundos en la jerarquía de los ministerios de Finanzas o Economía de los países miembros pero también hay reuniones entre ministros de finanzas y presidentes de bancos centrales. En sus encuentros a lo largo del año, se centrarán en la colaboración global en políticas financieras y monetarias, que pueden incluir temas como infraestructura, política fiscal, regulación, desarrollo y sustentabilidad financiera.

### Grupos de Afinidad
En paralelo, el G20 busca enriquecer el contenido de sus diálogos fomentando la participación de la sociedad civil a través de los Grupos de Afinidad, que son foros paralelos. Cada uno de ellos se enfoca en un tema de importancia global y se reúne de manera independiente a lo largo del año. A partir del diálogo en las diversas reuniones, cada grupo entrega una serie de recomendaciones a los líderes de Estado que luego decidirán si las incluyen o no en la Declaración Final. Los Grupos de Afinidad son: Business 20 (B20 integrada por empresas), Civil 20 (C20 integrada por organizaciones no gubernamentales), Labour 20 (L20 integrada por sindicatos), Science 20 (S20 trata temas relacionados con la ciencia), Think 20 (T20 integradas por expertos que producen ideas que contribuyan a lograr las políticas), Women 20 (W20 integrada por organizaciones de mujeres), Youth 20 (Y20 integradas por jóvenes líderes).

## Cumbres
| Año  | #    | Fechas                           | Lugar                            | Anfitrión                 |
| ---- | ---- | -------------------------------- | -------------------------------- | ------------------------- |
| 2008 | 1.ª  | 14-15 de noviembre               | Estados Unidos, Washington D. C. | George W. Bush            |
| 2009 | 2.ª  | 2 de abril                       | Reino Unido, Londres             | Gordon Brown              |
| 2009 | 3.ª  | 24-25 de septiembre              | Estados Unidos, Pittsburgh       | Barack Obama              |
| 2010 | 4.ª  | 26-27 de junio                   | Canadá, Toronto                  | Stephen Harper            |
| 2010 | 5.ª  | 11-12 de noviembre               | Corea del Sur, Seúl              | Lee Myung-bak             |
| 2011 | 6.ª  | 3-4 de noviembre                 | Francia, Cannes                  | Nicolas Sarkozy           |
| 2012 | 7.ª  | 18-19 de junio                   | México, Los Cabos                | Felipe Calderón Hinojosa  |
| 2013 | 8.ª  | 5-6 de septiembre                | Rusia, San Petersburgo           | Vladímir Putin            |
| 2014 | 9.ª  | 15-16 de noviembre               | Australia, Brisbane              | Tony Abbott               |
| 2015 | 10.ª | 15-16 de noviembre               | Turquía, Antalya                 | Recep Tayyip Erdogan      |
| 2016 | 11.ª | 4-5 de septiembre                | China, Hangzhou                  | Xi Jinping                |
| 2017 | 12.ª | 7-8 de julio                     | Alemania, Hamburgo               | Angela Merkel             |
| 2018 | 13.ª | 30 de noviembre - 1 de diciembre | Argentina, Buenos Aires          | Mauricio Macri            |
| 2019 | 14.ª | 28-29 de junio                   | Japón, Osaka                     | Shinzo Abe                |
| 2020 | 15.ª | 21-22 de noviembre               | Arabia Saudita, Riad             | Salmán bin Abdulaziz      |
| 2021 | 16.ª | 30-31 de octubre                 | Italia, Roma                     | Mario Draghi              |
| 2022 | 17.ª | 15-16 de noviembre               | Indonesia, Bali                  | Joko Widodo               |
| 2023 | 18.ª | 9-10 de septiembre               | India, Nueva Delhi               | Narendra Modi             |
| 2024 | 19.ª | 18-19 de noviembre               | Brasil, Río de Janeiro           | Luiz Inácio Lula da Silva |
| 2025 | 20.ª | 27-28 de noviembre               | Sudáfrica, Johannesburgo         | Cyril Ramaphosa           |
| 2026 | 21.ª |                                  | Estados Unidos, Miami            | Donald Trump              |

### Ministros de finanzas y gobernadores del banco central
| Año  | Lugar                            |
| ---- | -------------------------------- |
| 1999 | Berlín, Alemania                 |
| 2000 | Montreal, Canadá                 |
| 2001 | Ottawa, Canadá                   |
| 2002 | Nueva Delhi, India               |
| 2003 | Morelia, México                  |
| 2004 | Berlín, Alemania                 |
| 2005 | Pekín, China                     |
| 2006 | Melbourne, Australia             |
| 2007 | Ciudad del Cabo, Sudáfrica       |
| 2008 | São Paulo, Brasil                |
| 2009 | Horsham, Reino Unido             |
| 2009 | Londres, Reino Unido             |
| 2009 | St Andrews, Reino Unido          |
| 2010 | Incheon, Corea del Sur           |
| 2010 | Toronto, Canadá                  |
| 2010 | Seúl, Corea del Sur              |
| 2011 | París, Francia                   |
| 2011 | Washington D. C., Estados Unidos |
| 2012 | Ciudad de México, México         |
| 2012 | Washington D. C., Estados Unidos |
| 2013 | Moscú, Rusia                     |
| 2014 | Brisbane, Australia              |
| 2015 | Ankara, Turquía                  |
| 2016 | Hangzhou, China                  |
| 2017 | Hamburgo, Alemania               |
| 2018 | Buenos Aires, Argentina          |

### Ministros de Trabajo y/o Empleo
- 2010:  Washington D. C., Estados Unidos[24]
- 2011:  París, Francia[25]
- 2012:  Guadalajara, México[26]
- 2013:  Moscú, Rusia
- 2014:  Melbourne, Australia
- 2015:  Ankara, Turquía
- 2016:  Beijing, China
- 2018:  Mendoza, Argentina

## Galería de fotos

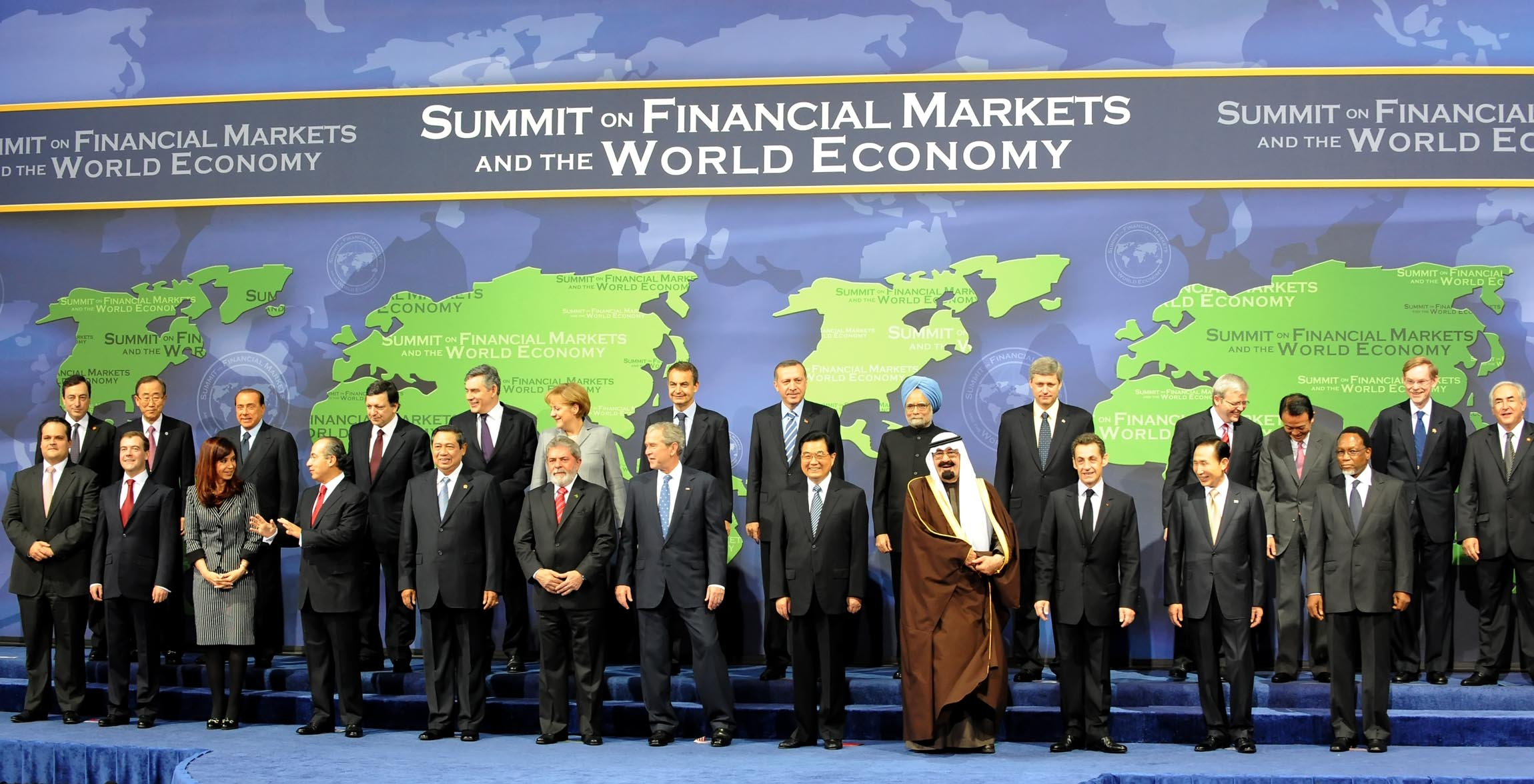
1.ª Cumbre del G20 llevada a cabo en Washington, D.C., Estados Unidos.
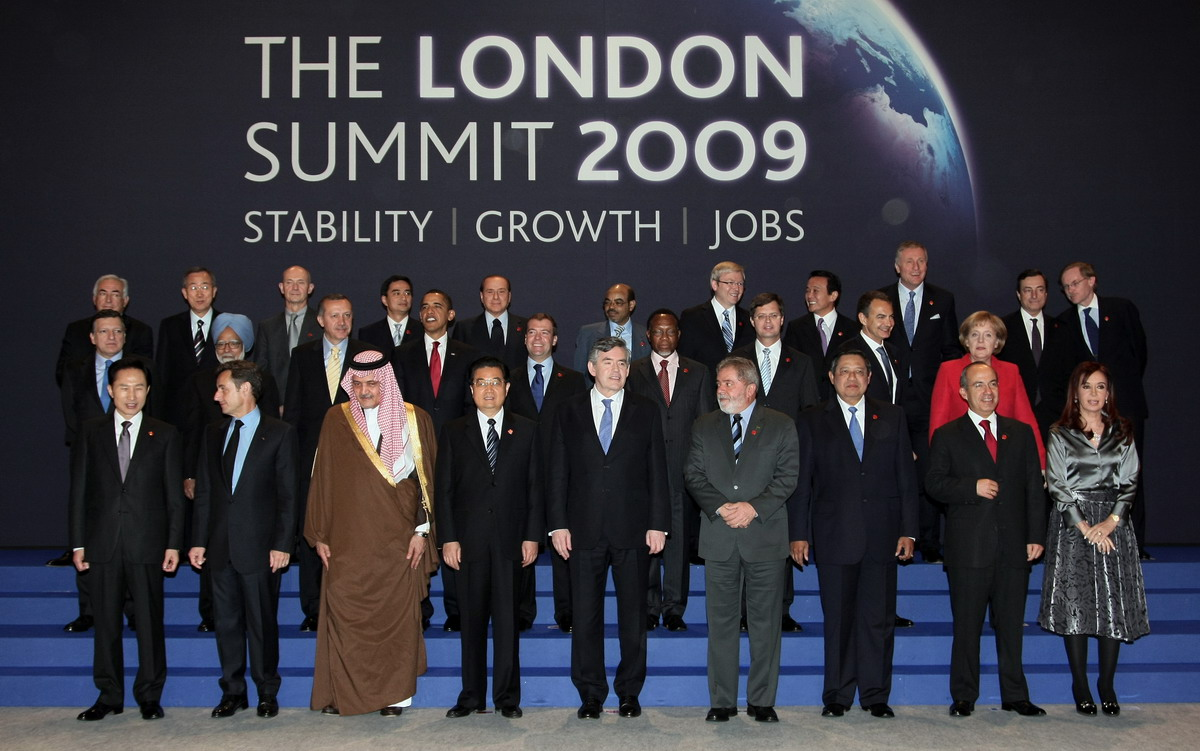
2.ª Cumbre del G20 llevada a cabo en Londres, Reino Unido.
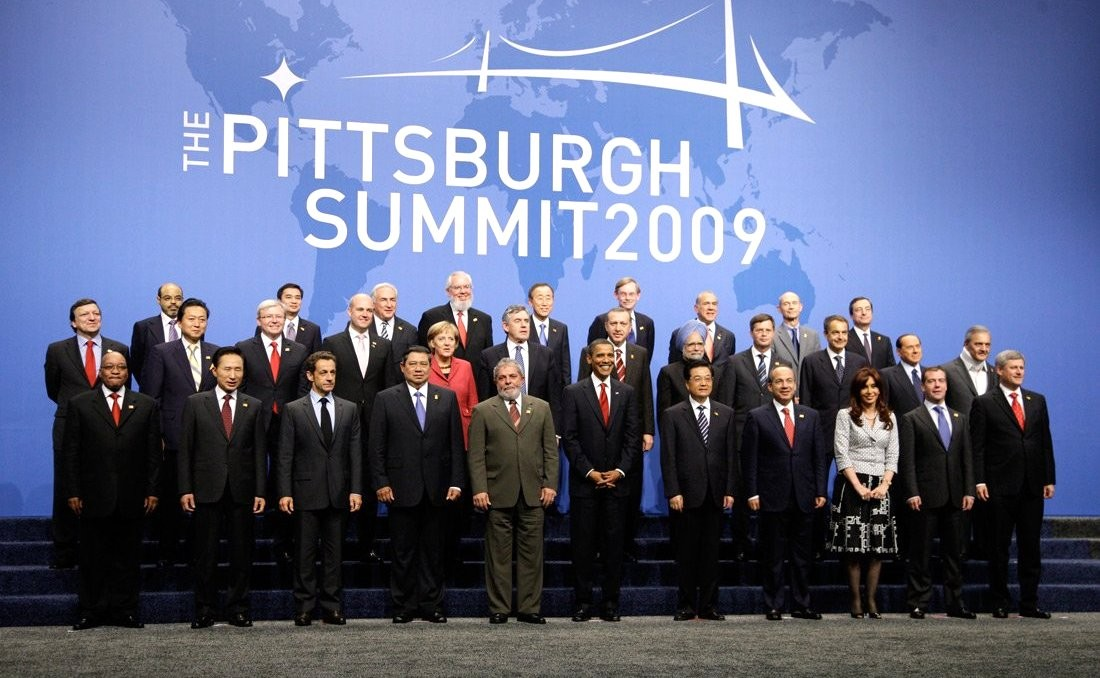
3.ª Cumbre del G20 llevada a cabo en Pittsburgh, Estados Unidos.
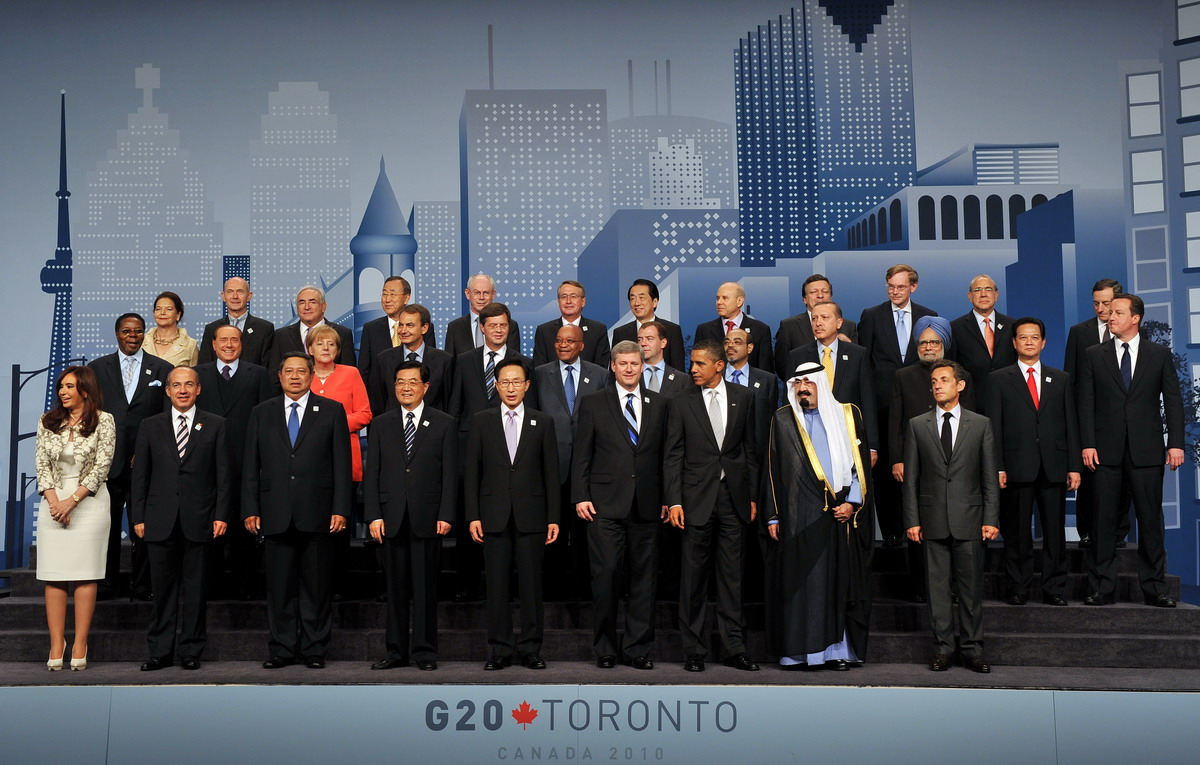
4.ª Cumbre del G20 llevada a cabo en Toronto, Canadá.
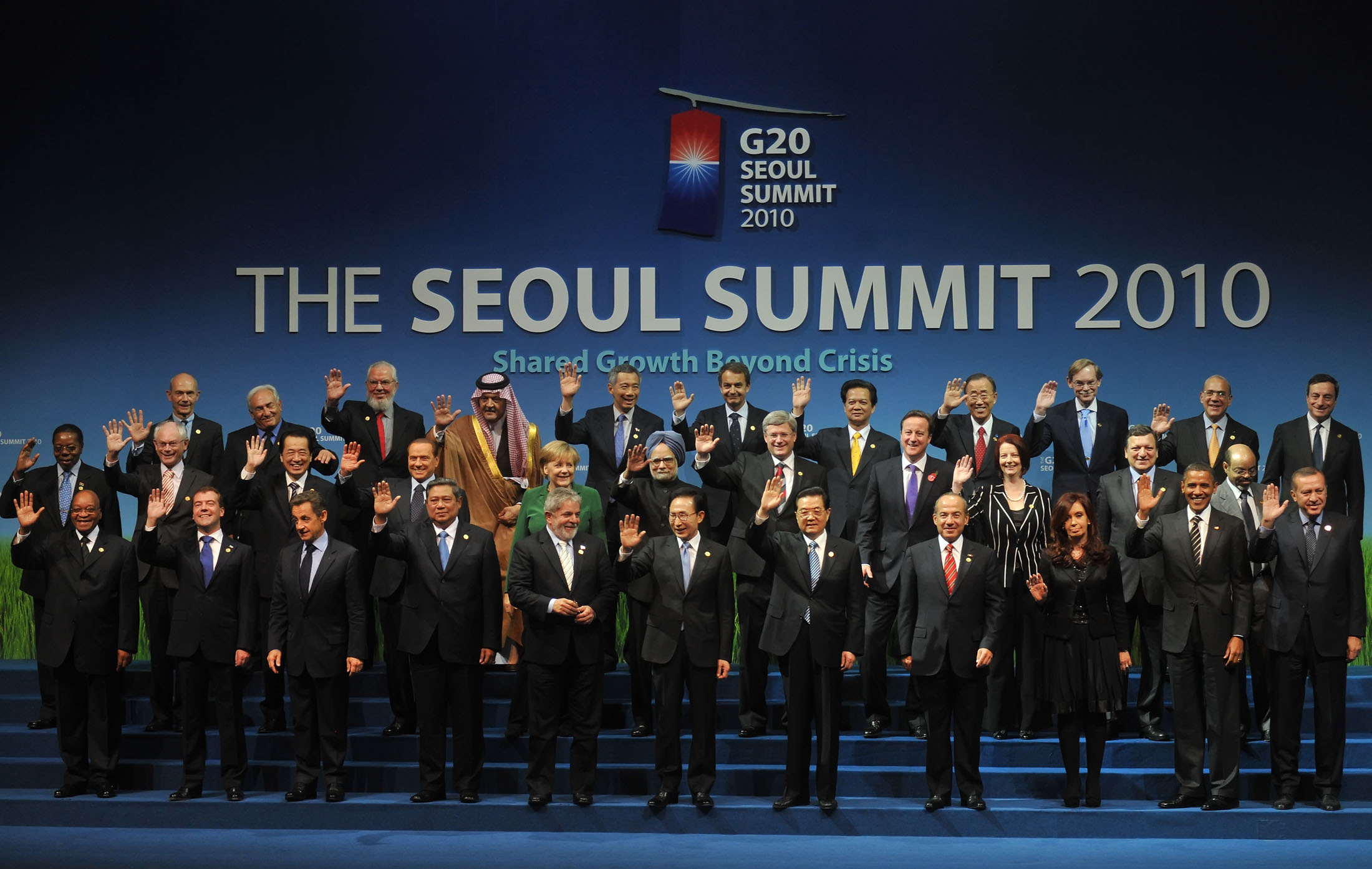
5.ª Cumbre del G20 llevada a cabo en Seúl, Corea del Sur.
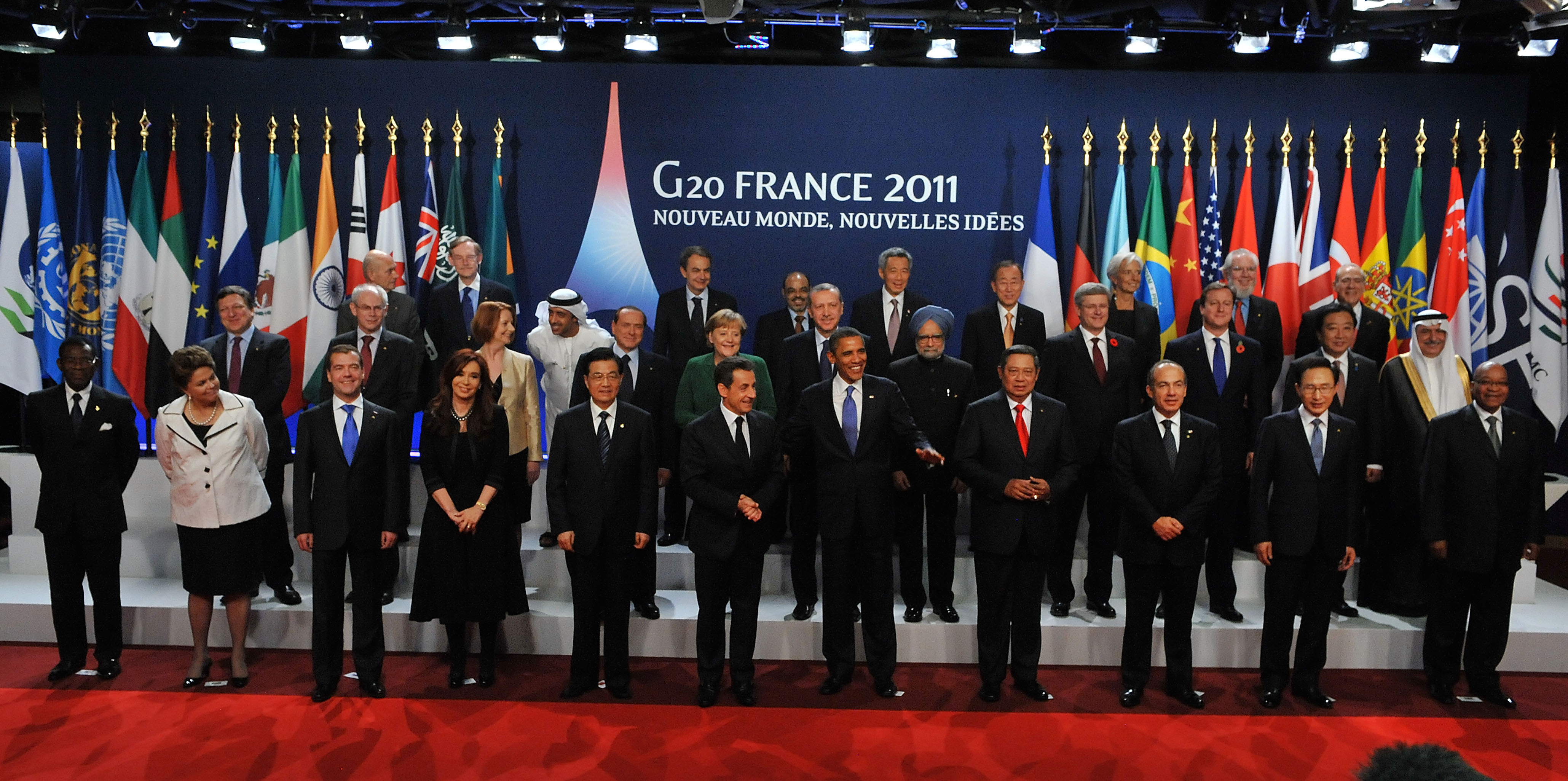
6.ª Cumbre del G20 llevada a cabo en Cannes, Francia.
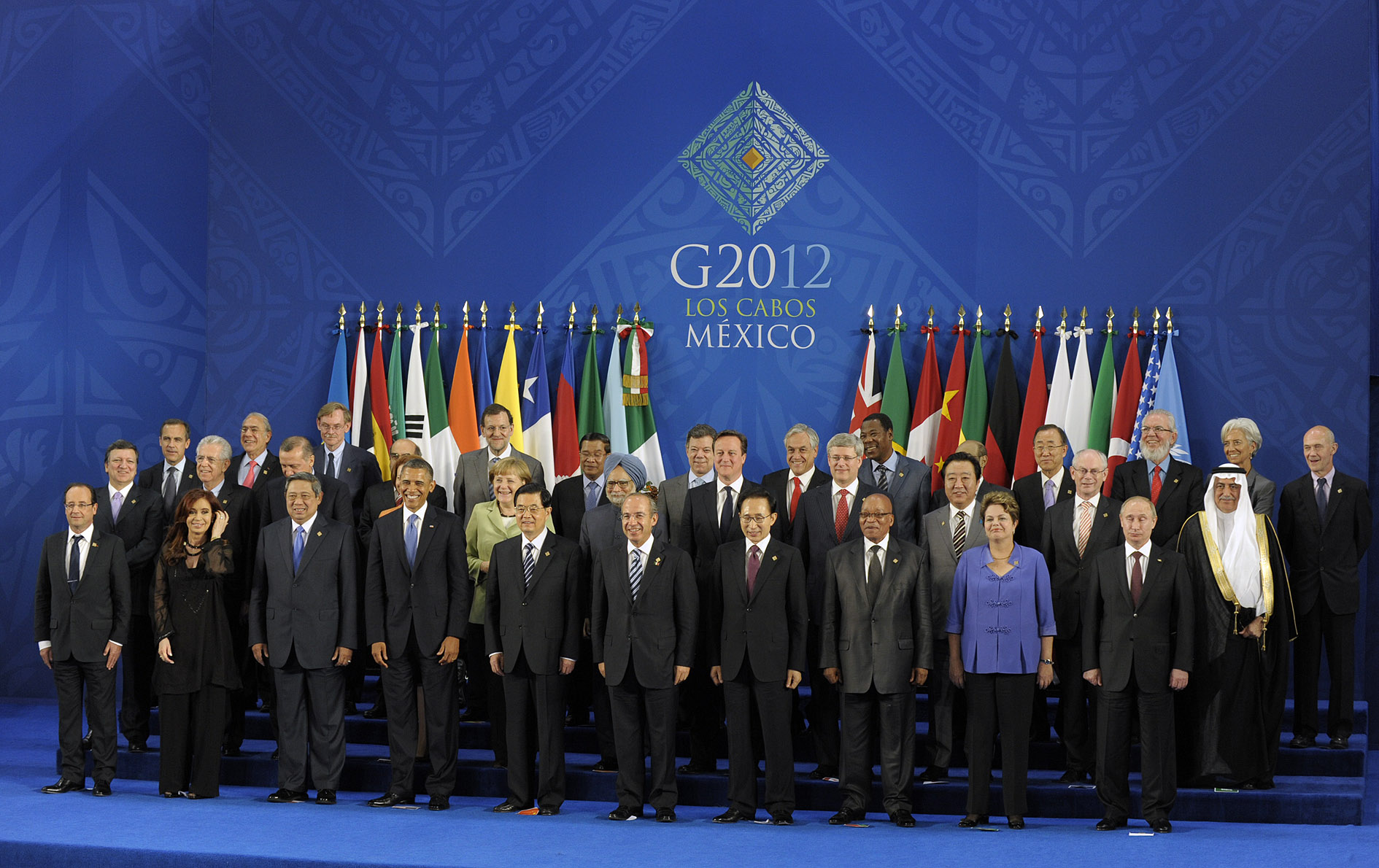
7.ª Cumbre del G20 llevada a cabo en Los Cabos, México.
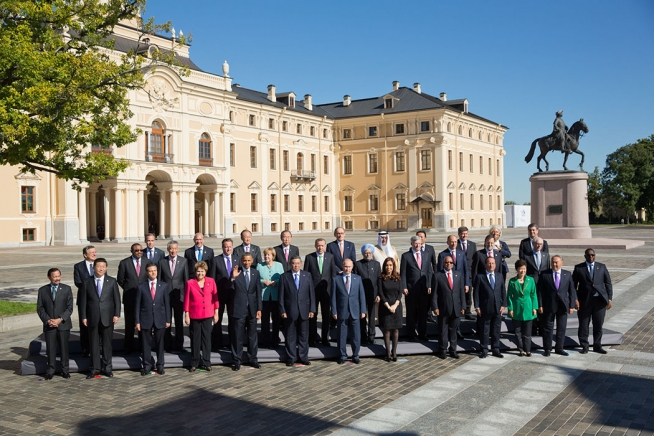
8.ª Cumbre del G20 en San Petersburgo, Rusia.
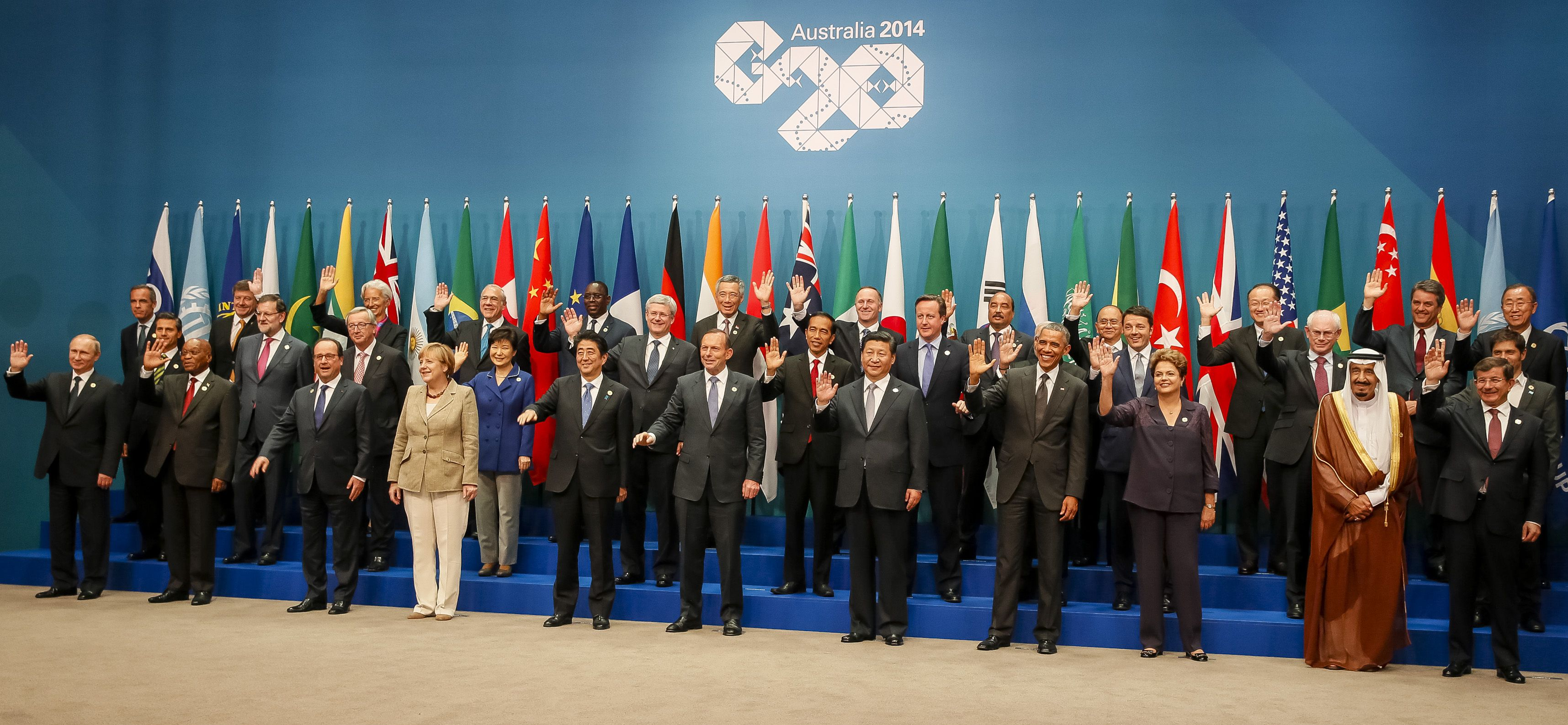
9.ª Cumbre del G20 en Brisbane, Australia.
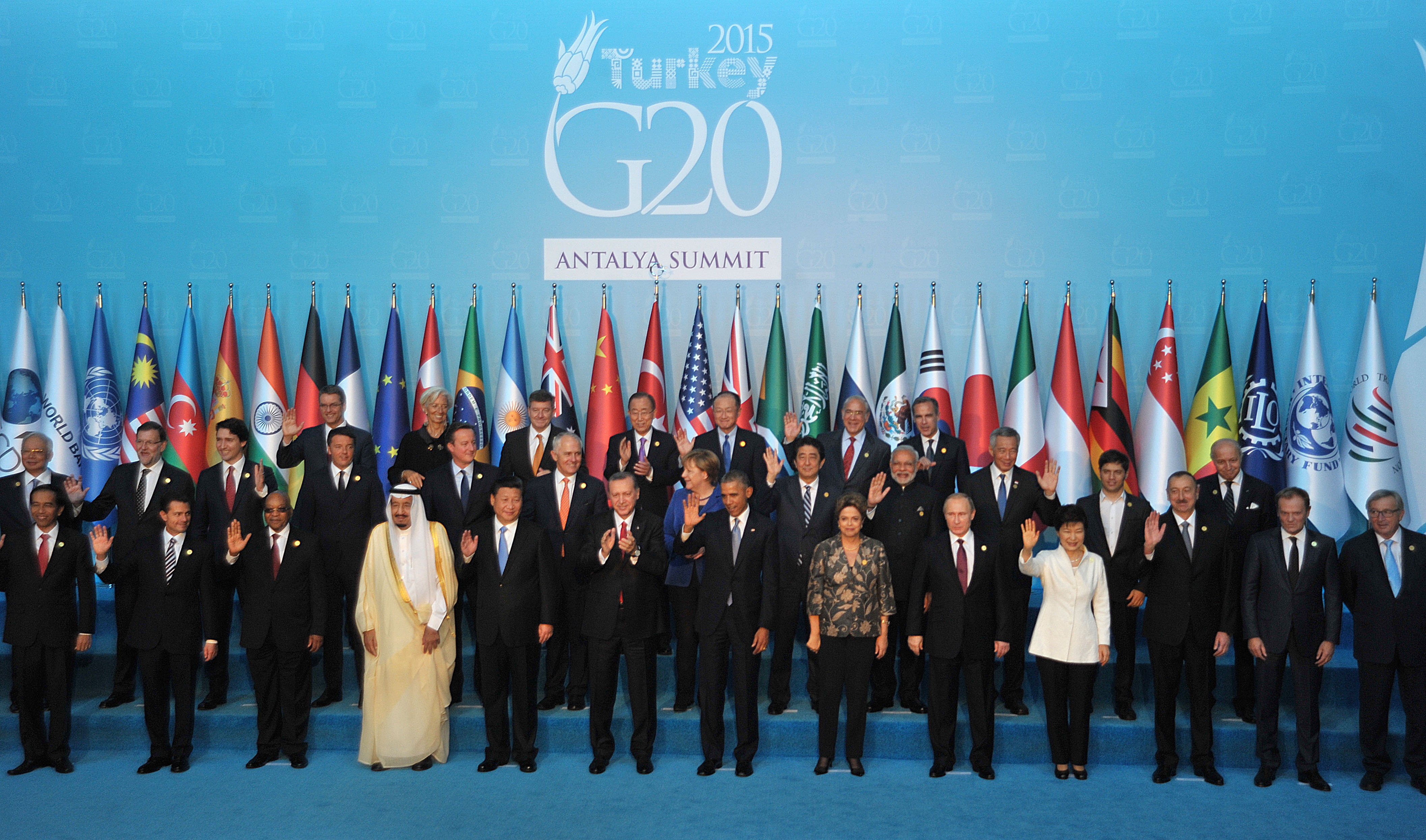
10.ª Cumbre del G20 en Antalya, Turquía.
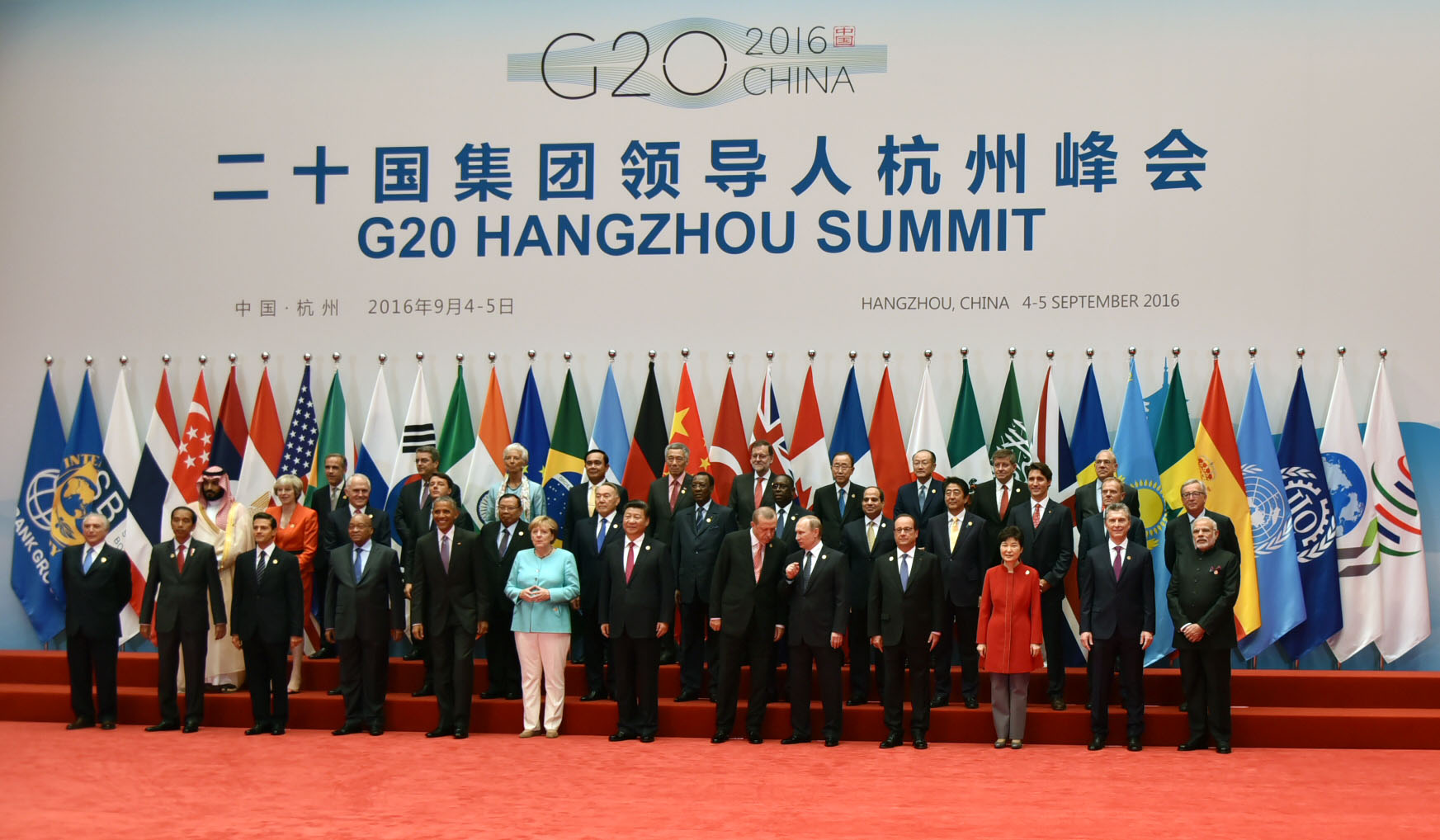
11.ª Cumbre del G20 en Hangzhou, China.
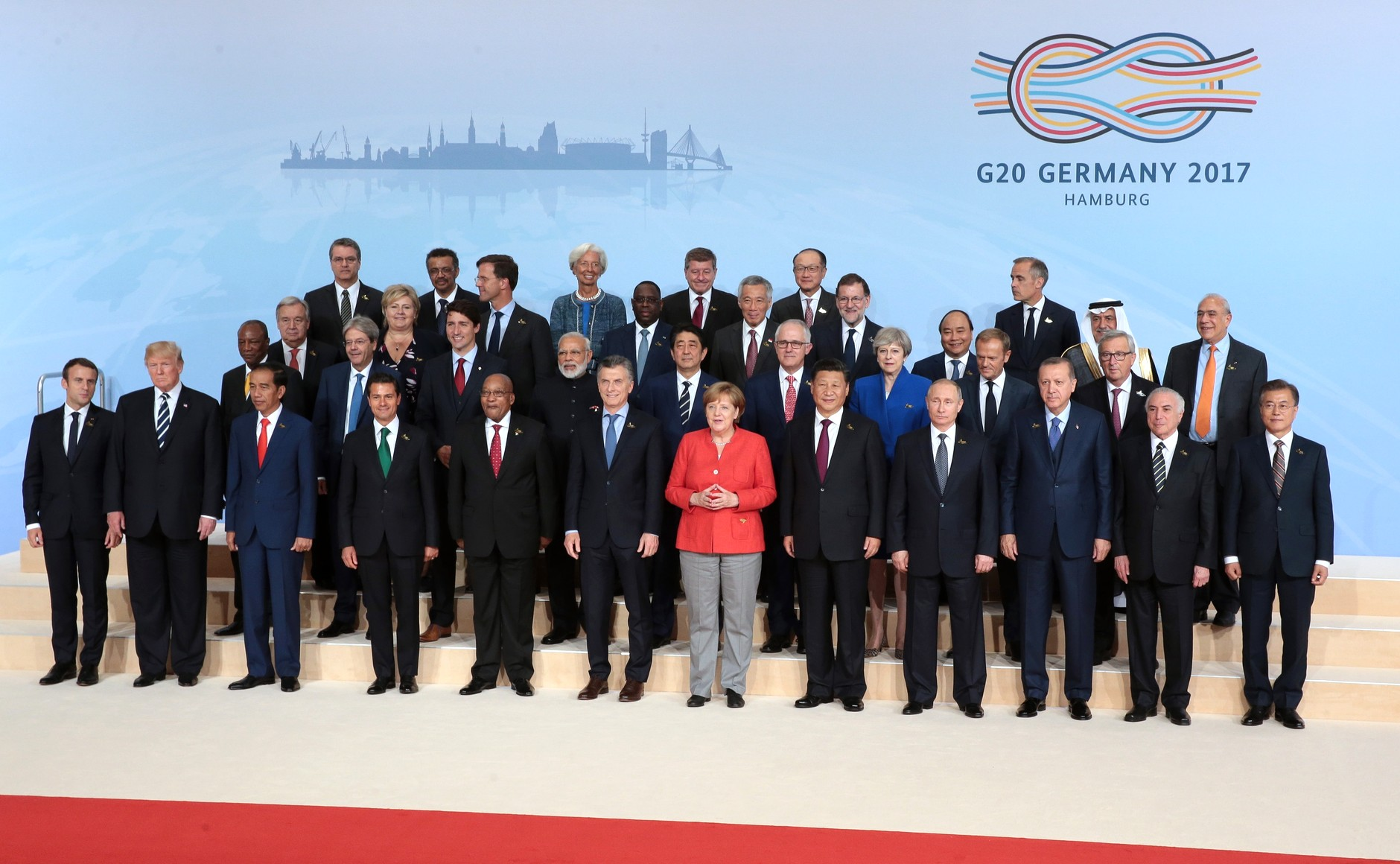
12.ª Cumbre del G20 en Hamburgo, Alemania.
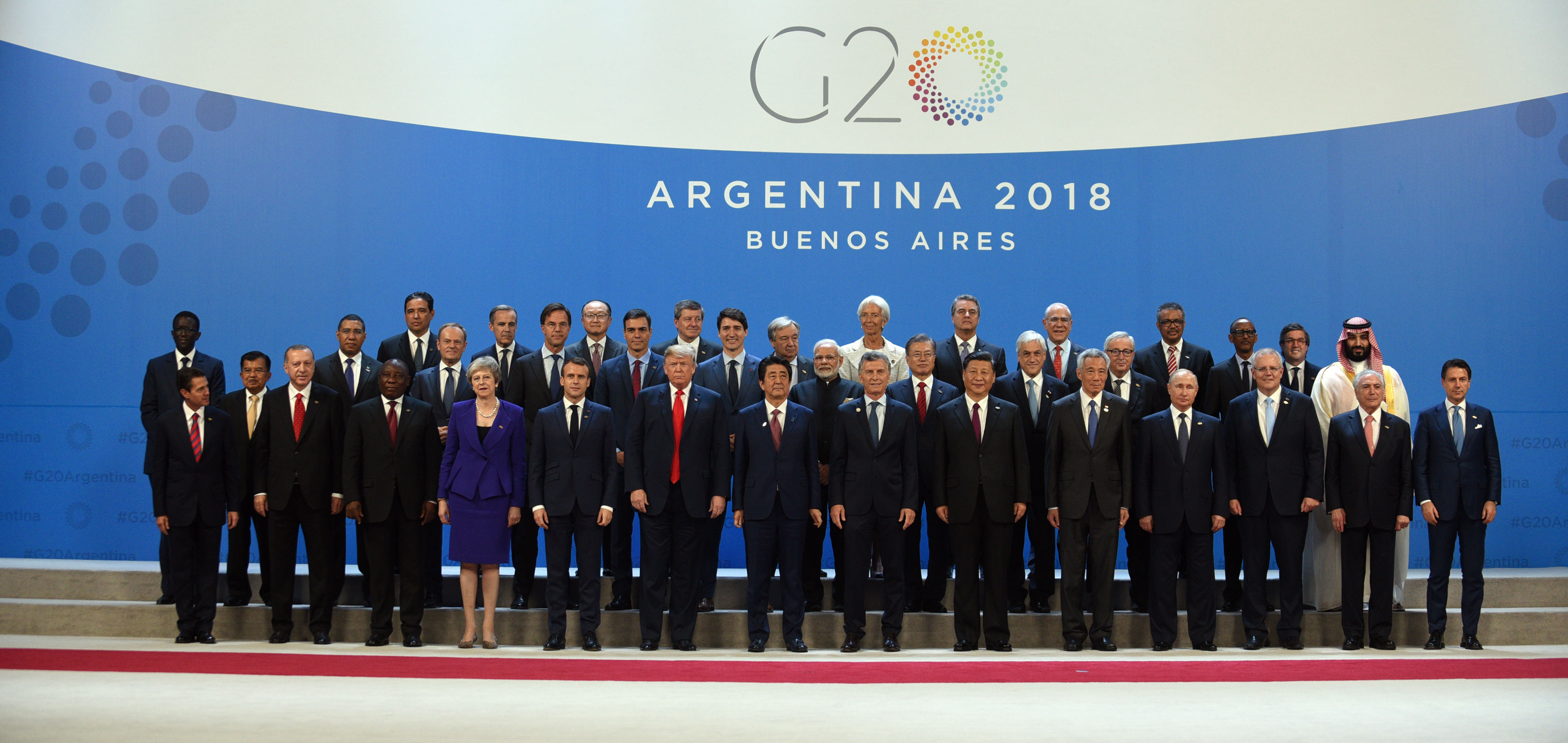
13.ª Cumbre del G20 en Buenos Aires, Argentina.
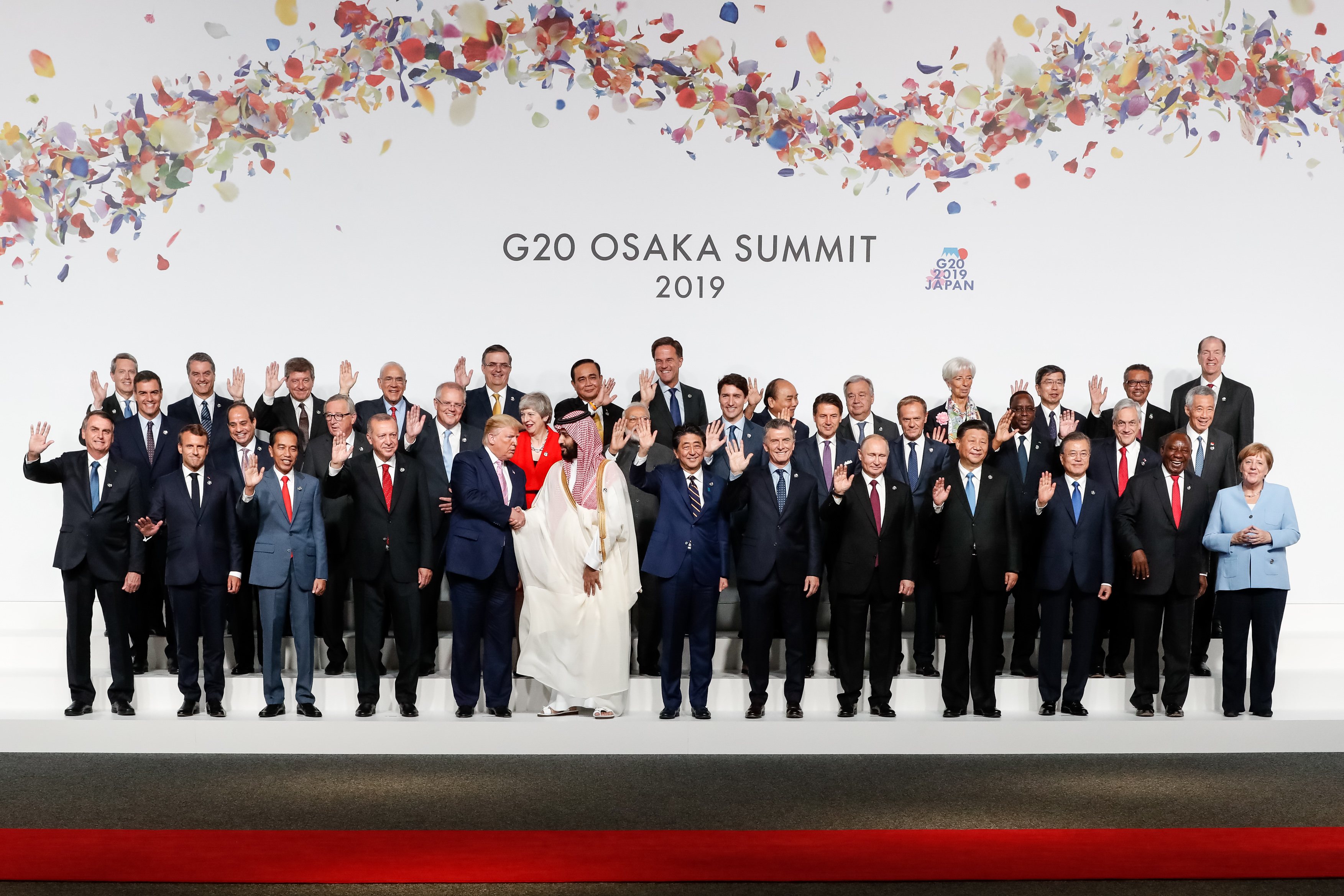
14.ª Cumbre del G20 en Osaka, Japón.
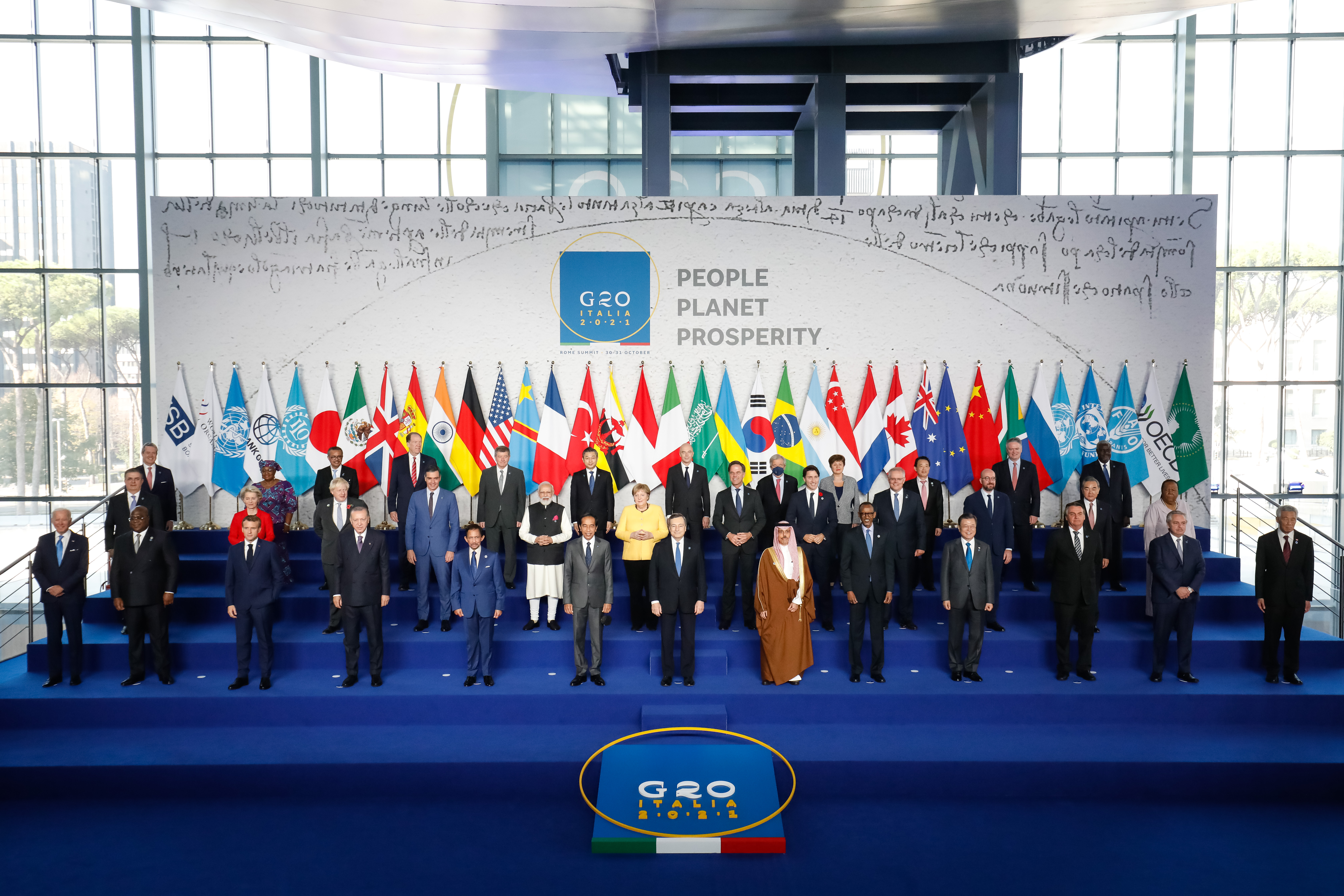
16.ª Cumbre del G20 en Roma, Italia.
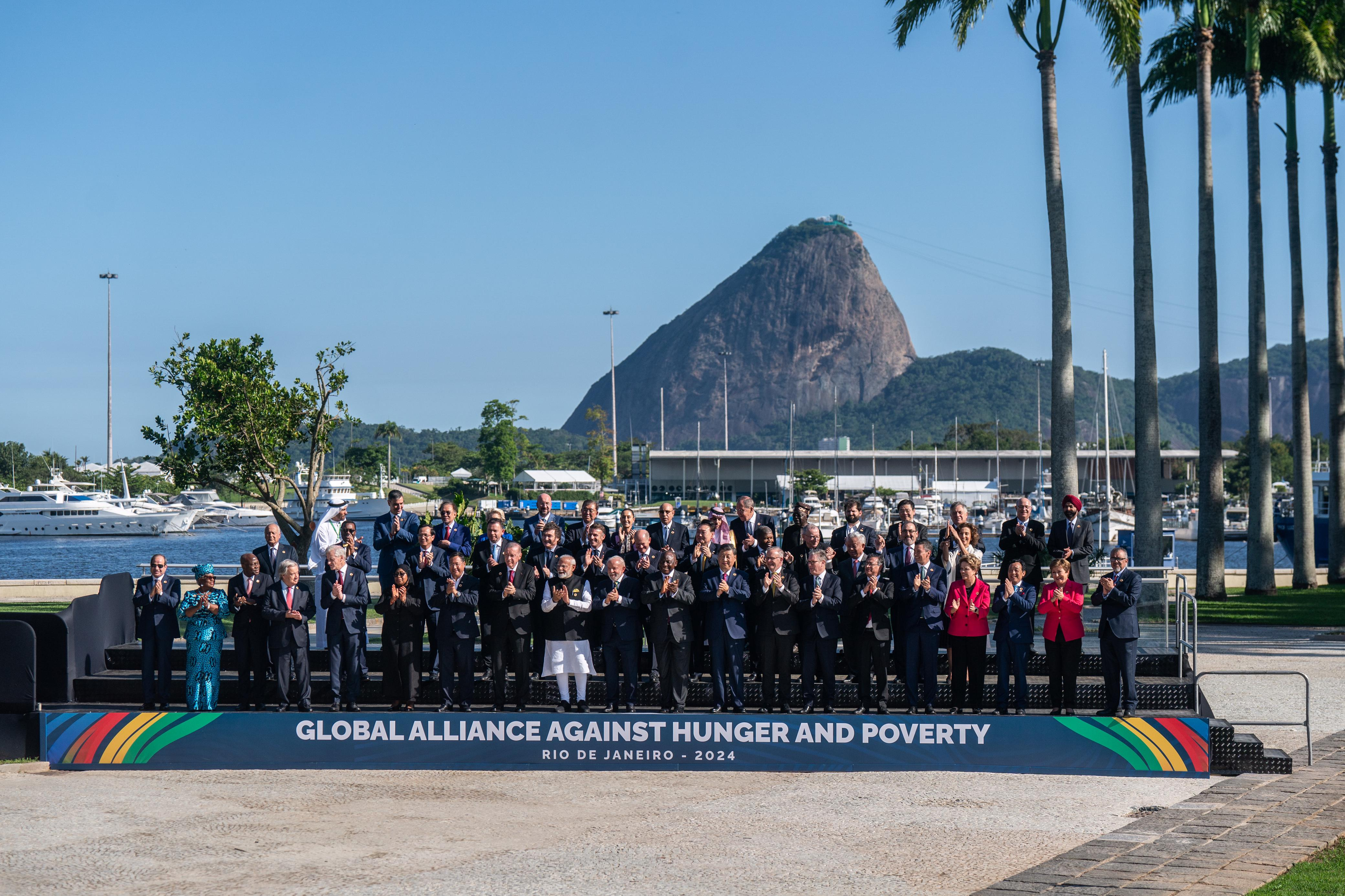
19.ª Cumbre del G20 en Rio de Janeiro, Brasil.